# Euphorbia arahaka
Euphorbia arahaka är en törelväxtart som beskrevs av Henri Louis Poisson. Euphorbia arahaka ingår i släktet törlar, och familjen törelväxter. IUCN kategoriserar arten globalt som livskraftig. Inga underarter finns listade i Catalogue of Life.

## Bildgalleri

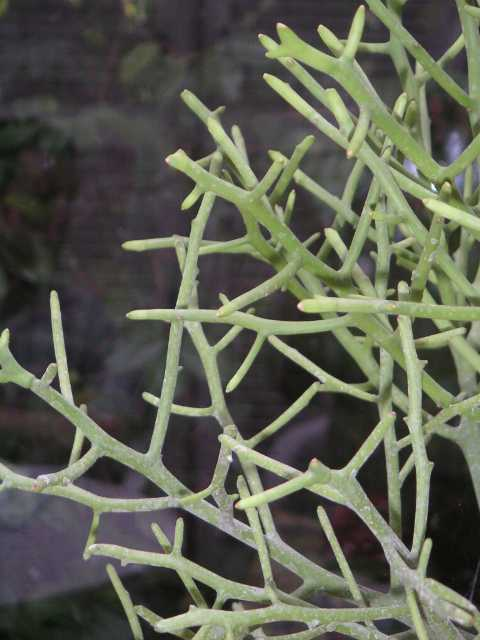
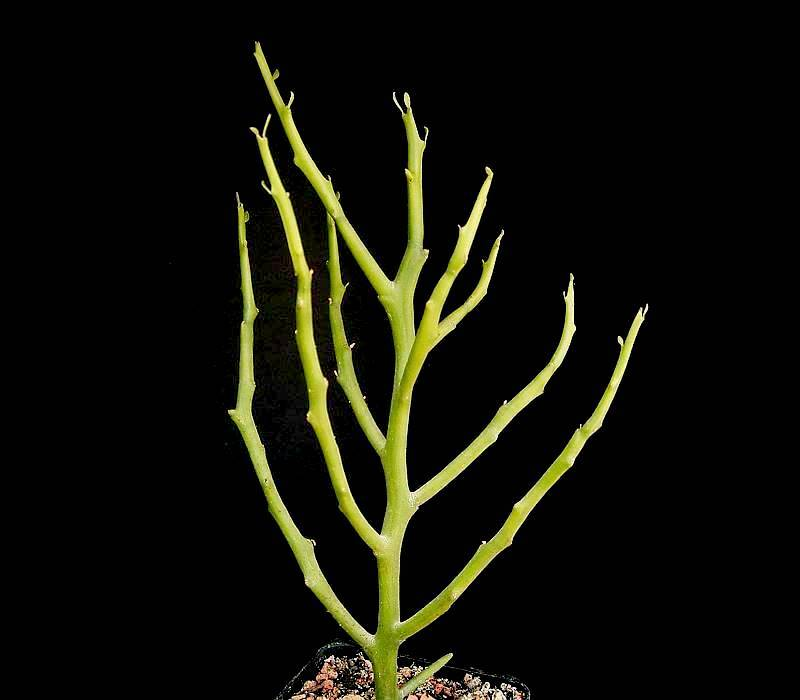
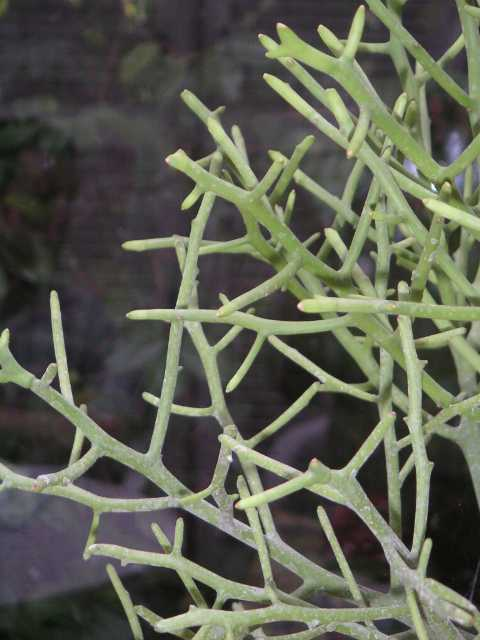